# Fraile del tiempo

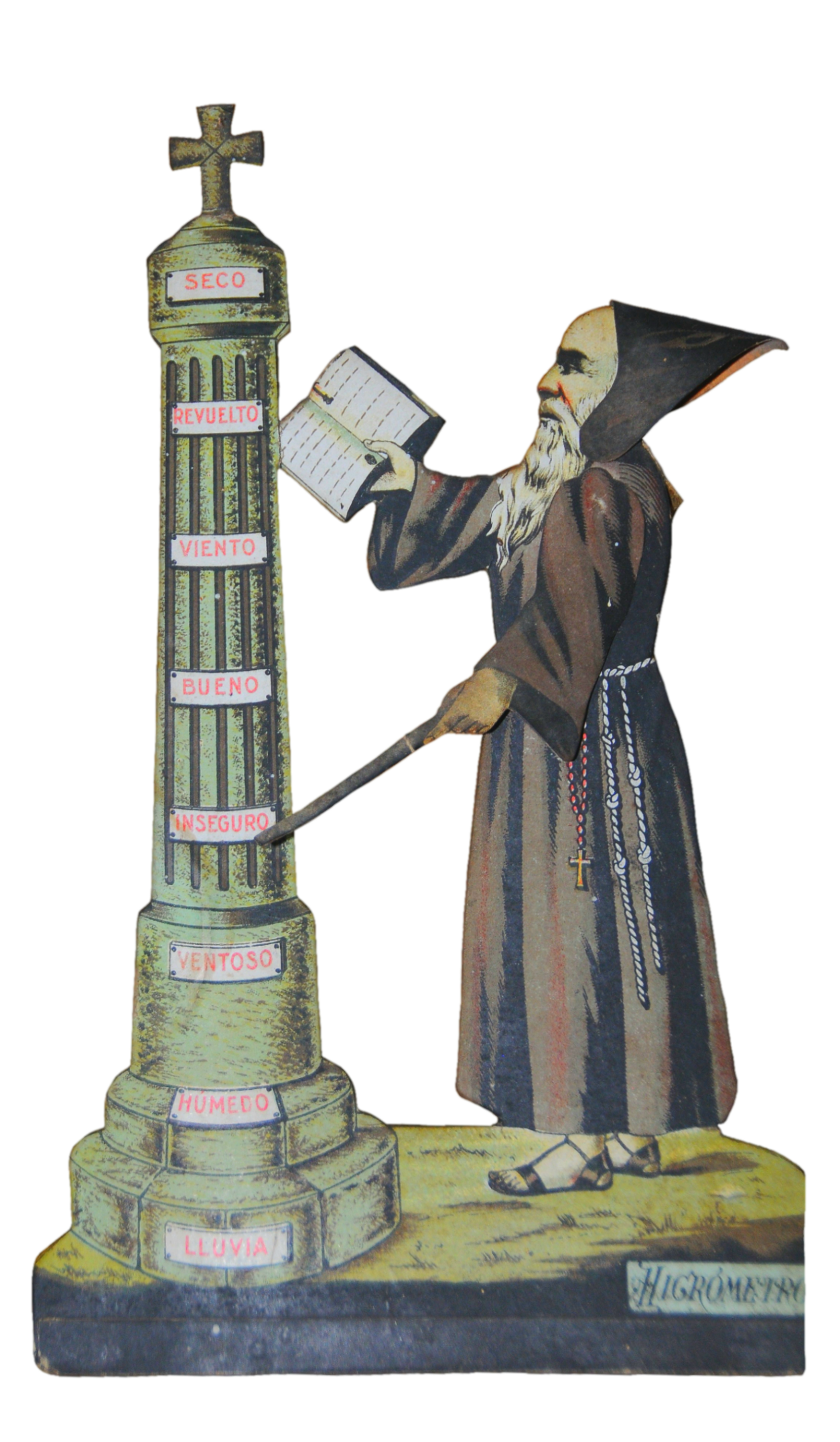
Fraile del tiempo (modelo original).

El fraile del tiempo es un higrómetro de absorción creado por Agapito Borrás Pedemonte en 1894.

## Historia

### Origen
Borrás Pedemonte, oriundo de Calella, inventó el fraile del tiempo con apenas 18 años en 1894 tras estudiar varios libros de física recreativa, regalando este y otros artilugios fabricados por él a sus amistades; el fraile del tiempo captó la atención de unos empresarios procedentes de Arenys de Mar, quienes convencieron a Borrás Pedemonte de comercializarlo por un precio inicial de 80 pesetas, siendo este el germen de una de las compañías jugueteras más famosas de España: Juguetes Borrás. Esta empresa se fusionaría con Educa Sallent en 2001, pasando a denominarse Educa Borrás, si bien el fraile del tiempo quedó fuera de la fusión, motivo por el que a día de hoy la compañía encargada de su fabricación y distribución es Tot Ideas, fundada por Borrás Pedemonte hacia 1906 en Mataró, lugar a donde se había trasladado aprovechando el auge comercial derivado de la línea de ferrocarril Barcelona-Mataró, la primera inaugurada en España. Actualmente la empresa está dirigida por Enric Borrás, bisnieto de Borrás Pedemonte, y vende cerca de 40 000 frailes del tiempo en todo el mundo (principalmente España, Francia, Italia y Portugal) a un precio aproximado de 24 euros.

### Precedentes
Pese a ser citado en ocasiones como el meteorólogo más antiguo del mundo, en el Museo de Artes y Oficios de París se conserva un higrómetro con forma de fraile capuchino de finales del siglo xviii construido por Charles Alexandre Clair y perteneciente al gabinete de física de Jacques Charles, quien legaría su colección de artilugios al Estado el 15 de enero de 1792, elaborando la Asamblea Nacional un inventario de la misma donde consta la existencia de este objeto, muy popular para 1842 según el primer tomo del libro Maison rustique du XIXe siècle, Encyclopédie d'Agriculture pratique, publicado bajo la dirección del divulgador científico Charles-François Bailly de Merlieux, donde también se menciona un higrómetro en el que la imagen de un turco desplaza un sable para indicar el clima, moviéndose en el caso del fraile la capucha del hábito.: 7  Del mismo modo, en la Escuela Politécnica de Palaiseau se custodia un higrómetro de cabello de 1809 en el que una figura femenina mueve el brazo derecho para indicar en una escala la cantidad de vapor de agua en el aire, datando el uso de pelo humano para medir la humedad de 1775, cuando Horace-Bénédict de Saussure decidió emplearlo para desarrollar el que se considera el primer higrómetro preciso (perfeccionado en 1824 por Jacques Babinet con un sistema de lectura microscópico), aunque ya Santorio Santorio había descrito un higrómetro de hilo en 1623. Así mismo, destaca una ilustración de dos higrómetros representados respectivamente por las figuras de un monje y un gato en el libro de Arthur Mangin L'air et le monde aérien (1865), ambos descritos como higrómetros populares,: 219  quedando constancia de la tendencia en el siglo xix a disponer en los hogares higrómetros con dibujos decorativos, sobre todo en zonas rurales como ayuda para las labores del campesinado.: 6 

## Descripción
El higrómetro, realizado en cartón, muestra una figura consistente en un fraile de la Orden de los Capuchinos con un libro abierto en la mano derecha y el brazo izquierdo y la capucha del hábito móviles gracias a unos ejes equilibrados; en este brazo porta una bara gracias a la cual señala con aproximadamente 24 horas de antelación el clima en diversos letreros dispuestos de arriba abajo sobre una columna al tiempo que mueve su capucha para descubrir su cabeza cuando hace calor o para cubrirla cuando amenaza lluvia, figurando las condiciones meteorológicas «seco», «revuelto», «viento», «bueno», «inseguro», «ventoso», «húmedo» y «lluvia», con las funciones del fraile ilustradas en los siguientes versos que acompañan al artilugio:

¿Qué tiempo hará mañana?
El Fraile te lo dirá.
Su varita atentamente
cada día observarás.
Si a lo alto se encamina,
tiempo seco encontrarás.
Si hacia abajo se dirige,
lluvia segura tendrás.
Y mira bien su capucha,
no te vayas a mojar.

El modelo original, del que se conserva un ejemplar en el museo de los Capuchinos de Sarriá, presenta al fraile de pie, si bien en la actualidad se lo muestra sentado y acompañado de una bola del mundo a sus pies y de un reloj de arena sobre una mesa, recordando en esta pose a Ramon Llull, mientras que la primera versión se asemeja al dibujo de fray Ramón de los Pirineos realizado por Celestí Sadurní Deop en 1876 para la portada del Calendario del Ermitaño. Además de tener los letreros disponibles en varios idiomas (español, catalán, gallego, vasco, portugués, francés, italiano, alemán e inglés), con el paso del tiempo han sido elaboradas en torno a cuarenta variantes del fraile del tiempo (conservadas todas ellas en la sede de Tot Ideas), como una edición limitada por el 120.º aniversario de su creación en la que figura como paisaje de fondo el macizo de Montserrat (también se crearon fondos con el Templo Expiatorio de la Sagrada Familia y la Catedral de Santiago de Compostela), o varias versiones minimalistas e iconoclastas (con marco liso o decorado con panots) en blanco, amarillo, rojo y negro, conocidas como Fraile Colors y comercializadas con motivo de su 128.º cumpleaños, destacando así mismo varios modelos en los que el fraile fue reemplazado a petición de los consumidores por diversas figuras: monjas (promoción limitada), astrónomos, un guerrero de la Edad Media, Cristóbal Colón, el gato Félix y hasta frailes de marcas comerciales, entre ellos el que ilustra las botellas de Kina San Clemente, bebida muy popular en la década de 1960 como reconstituyente para niños. Respecto a la columna donde figuran los letreros indicativos del clima, esta, objeto también de una transformación, ha sido identificada por algunos como la cruz de término situada en la plaza de Santa Ana de Mataró, lugar que los capuchinos solían frecuentar durante su estancia en la ciudad entre 1610 y 1835.

## Funcionamiento

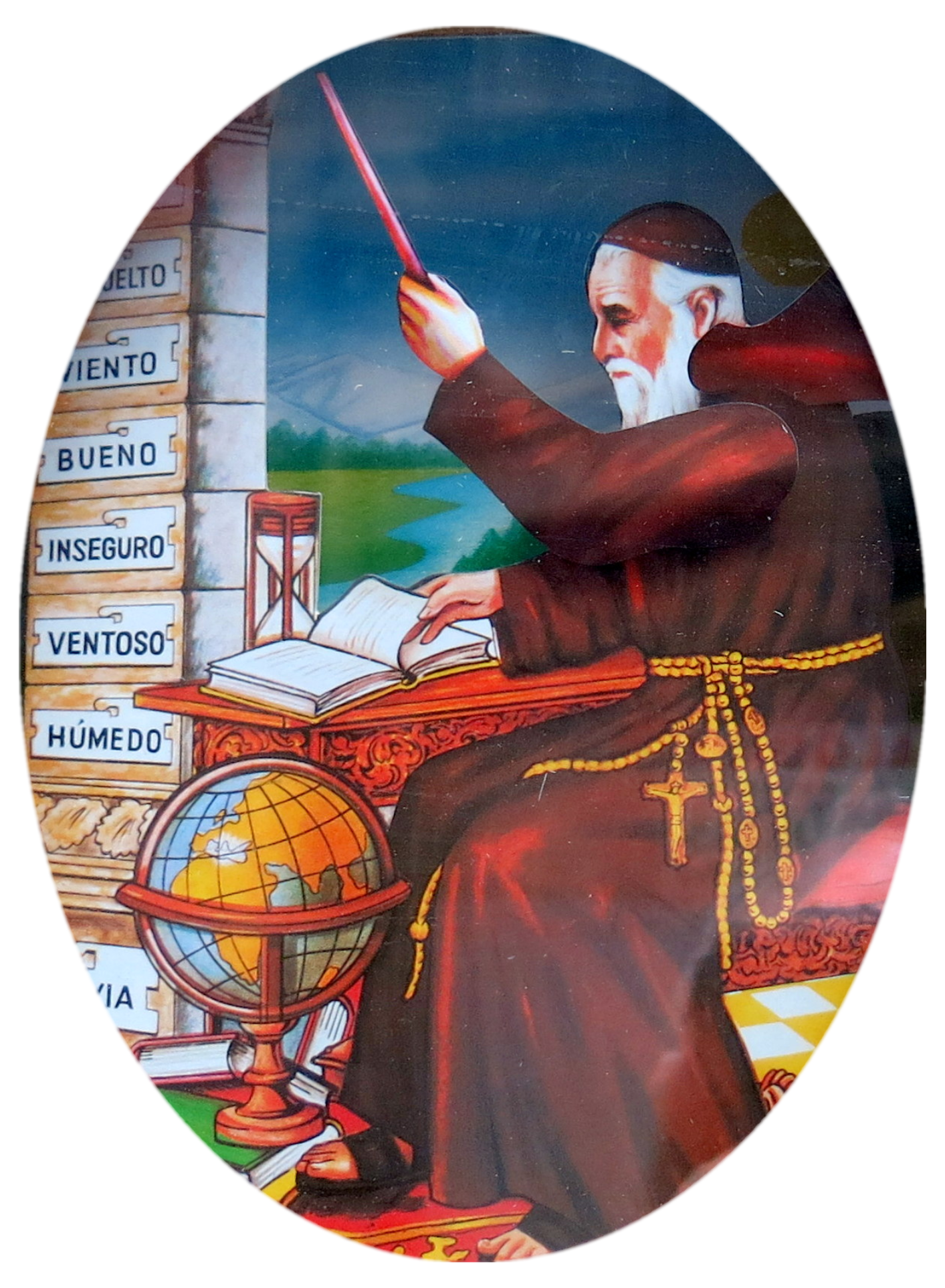
Fraile del tiempo (modelo actual).

El mecanismo que rige el movimiento tanto del brazo como de la capucha consiste en un componente de origen natural sensible a la humedad, concretamente cabellos humanos sin grasa y muy tensados pegados a una banda elástica (sobre todo cabellos de mujeres eslavas jóvenes y rubias dada su alta sensibilidad), aunque algunos modelos emplean el cátgut y la crin de caballo, mismo sistema que el de las casitas del tiempo. Las contracciones y dilataciones experimentadas por los cabellos en función del vapor de agua presente en el aire rigen el movimiento del brazo y la capucha; debido a que las variaciones de humedad suelen ir acompañadas de un cambio en la presión atmosférica, el clima indicado por el fraile puede verificarse mediante la presión marcada en un barómetro, dispositivo con el que a menudo se confunde al fraile del tiempo. Al tratarse de un higrómetro de absorción es preciso realizar ajustes ya que el dispositivo no reconoce por sí solo si el grado de humedad es alto o bajo. Este ajuste, el cual puede efectuarse las veces que sea necesario y preferentemente haciendo uso de un higrómetro convencional o digital, debe llevarse a cabo en un día sin exceso de humedad ni sequedad y tras haber estado el fraile varias horas expuesto en su ubicación definitiva; mediante unas manecillas situadas en la parte posterior se debe girar el brazo hasta que la bara apunte al letrero con el indicador «bueno» y subir o bajar la capucha hasta que esta se encuentre a la mitad de su trayectoria (dejando la cabeza del fraile a medio cubrir), no debiendo dar nunca una vuelta de 360° y procurando que tanto el brazo como la capucha no tropiecen ni rocen con nada al girar. Para un correcto funcionamiento el fraile debe ser colocado en un lugar seco y con abundante ventilación con el fin de evitar saturación en el aire, hecho que podría afectar negativamente al dispositivo al forzarlo a indicar un clima erróneo, aunque al ser de cartón debe mantenerse en un interior ya que en caso contrario su vida útil se verá reducida. En lo relativo al mantenimiento, debido a que el pelo se marchita y se seca con el paso del tiempo es necesario cambiar el cabello aproximadamente una vez por semana o cuando el dispositivo empiece a mostrar una climatología no coincidente con la real, si bien para evitar este inconveniente se han creado frailes del tiempo electrónicos los cuales cuentan con una pantalla LCD, sensores de presión, humedad y temperatura, y conexión a internet para poder sincronizar el reloj del fraile y obtener datos meteorológicos del exterior, aunque manteniendo el aspecto tradicional.

## Legado
Actualmente muchos campesinos utilizan el fraile del tiempo para comprobar si sus predicciones coinciden con las mostradas en el Calendario del Ermitaño, siendo a día de hoy uno de los higrómetros más fiables y reconocidos así como uno de los más utilizados en las zonas rurales de España, Francia, Italia, Inglaterra y Malta.